# Jugureni
Jugureni község és falu Prahova megyében, Munténiában, Romániában.  A hozzá tartozó települések: Boboci, Marginea Pădurii és Valea Unghiului.

## Fekvése
A megye keleti részén található, a megyeszékhelytől, Ploieștitől, negyvenhét kilométerre keletre, a Baile Boboci és a Vina patakok mentén, a Szubkárpátok dombságain.

## Történelem
1844-ig Havasalföld Saak-Székely megyéjének a része volt.
A 19. század végén a község Buzău megye Tohani járásához tartozott és Jugureni valamint Marginea Pădurii falvakból állt, összesen 1160 lakossal. A községnek volt egy iskolája és két temploma. Ezen időszakban Valea Unghiului falu Lapoș községhez tartozott. Boboci falva pedig Valea Scheilor falu egyik része volt Tohani községen belül.
1925 és 1931 között irányítása alá tartozott Fințești falva is. A községben ekkor 2860 fő élt.
1950-ben közigazgatási átszervezés alapján, a Buzău-i régió Mizil rajonjához került, majd 1952-től a Ploiești régióhoz csatolták.
1968-ban ismét megyerendszert vezettek be az országban, Jugureni ekkor vált Prahova megye részévé, és ekkor helyezték irányítása alá a ma is hozzá tartozó falvakat.

## Lakossága
| Nemzetiségek | 2002 | 2002    |
| ------------ | ---- | ------- |
| Románok      | 743  | 100,00% |
| Összesen     | 743  | 100,0%  |